# Utica (New York)
Utica è un comune (city) degli Stati Uniti d'America e capoluogo della contea di Oneida nello Stato di New York. La popolazione era di 62 235 persone al censimento del 2010, il che la rende la decima città più grande dello Stato. Utica si trova circa 90 miglia (145 km) a nord-ovest di Albany e 45 miglia (72 km) a est di Syracuse.

## Geografia fisica
A nord di Utica passa il Canale Erie insieme al Mohawk ed alla New York State Thruway e la città è al confine con la Contea di Herkimer.
Secondo lo United States Census Bureau la città ha un'area di 43 km² di cui 0,78 km² (1,57%) sono costituiti da acque interne.
Utica gode di un clima continentale, con inverni freddi ed estati moderatamente calde.
Le temperature massime estive variano dai 24 ai 29 gradi e talvolta non si raggiungono i 21, di notte invece variano dai 10° ai 16°. La temperatura massima registrata in città è di 38° il 19 luglio 1953.
D'inverno il clima è piuttosto rigido e nevoso, poiché Utica risente del Lake-effect snow dei Grandi Laghi situati a ovest. Le massime diurne invernali si aggirano fra gli 0° e i 2°, mentre di notte si scende da -7° a -12° gradi. La temperatura più rigida è stata di -33°, fenomeno avvenuto per due volte, il 18 febbraio 1979 ed il 12 gennaio 1971.

## Storia
Utica sorse in questa posizione per via della rada sulla riva del fiume Mohawk, che rendeva facile il guado. I coloni non furono i primi a scoprire questa possibilità, già gli irochesi l'avevano sfruttata, quindi i primi capirono che fosse una buona via per il commercio non ancora raggiunta dagli altri simili.
Il primo insediamento sorse nel 1773, là dove nel 1758 era stato costruito il Forte Schuyler, che doveva il proprio nome al colonnello Philip Schuyler, un eroe della Guerra franco-indiana. Alla fine del conflitto il forte era stato abbandonato e durante la Rivoluzione americana era stato distrutto dai nativi e dai lealisti. Più tardi il forte venne rinominato Vecchio forte Schuyler, allorché nelle vicinanze venne costruito il nuovo Forte Stanwix, presso Rome che pian piano si allargò fino a divenire un villaggio.
Nel 1794 venne costruita una strada che portava ad Albany e che prese il nome di State Road, tre anni dopo la costruzione proseguì fino al Genesee che le diede il proprio nome sostituendo quello precedente. La costruzione della New York State Route fu di grande impulso per la crescita di Utica che divenne luogo di arrivo e ristoro non solo per i viaggiatori che venivano dal fiume, ma anche per quelli che venivano dalla strada e si dirigevano verso i Grandi laghi o verso l'ovest.
Utica cominciò ad attrezzarsi ed un fabbro di nome Moses Bagg costruì un hotel per i viandanti che rimase in uso fino al 1902 ed un ponte sul fiume venne innalzato nel 1792 da un carpentiere locale; tuttavia le piene primaverili lo spazzarono presto via.
Negli anni Utica continuò ad espandersi e ad incamerare terra e popolazione e nel 1817, quando la popolazione era già di 2 860 persone, vennero costruiti negozi, una banca e venne anche fondato un giornale, il The Observer Dispatch, che è ancora pubblicato.

### Immigrazione
La vicinanza a New York e la sua vocazione mercantile chiamò ad Utica numerosi migranti in particolare italiani. Nel 1817 vi giunse uno dei primi italiani, Giovanni Marchisi, un farmacista, e ben presto altri lo seguirono.
La comunità italiana si formò attorno a due parrocchie e vi posero radici lavorando presso mulini o come tessitori, mattonai, muratori eccetera. Altri si misero in proprio avviando piccole attività di commercio dell'olio e di tessili porta a porta oppure divenendo assicuratori o banchieri. Gli immigrati fondarono diversi giornali nella loro lingua natale e presto si inserirono talmente bene nella società da acquistare un certo peso politico a livello locale.
Gli italiani non furono gli unici a giungere a Utica, anche i gallesi, provati dalle carestie del 1789 e del 1802 cercarono fortuna oltreoceano. Coltivatori ed allevatori di grande esperienza portarono a Utica l'arte di fare il burro rendendolo presto un bene facilmente reperibile presso i mercati della zona. Anche i gallesi fondarono dei periodici e dei giornali nella loro lingua, ma tutto sommato restarono sempre una minoranza schiacciati dalle più vaste comunità italiane e poi polacche.

### Storia industriale
La presenza del Canale Erie diede un grande impulso allo sviluppo dell'industria locale. Il primo tratto del canale venne aperto nel 1820 fra Rome e Salina e dodici anni dopo il Canale Chenango collegò Utica con Binghamton provvedendo a portare via fiume i rifornimenti di carbone provenienti dalla Pennsylvania. Utica era esattamente a metà della lunghezza del canale e divenne quindi un ottimo punto di ristoro e fu gioco forza che la popolazione, entro il 1819, fosse ormai triplicata rispetto ai livelli originari.
Se per il trasporto di beni e materiali Utica era ben piazzata, non lo era altrettanto dal punto di vista dell'industria pesante che cominciava a fiorire nel New England, il corso del fiume Mohawk non era abbastanza impetuoso per alimentare le macchine e dovettero quindi ripiegare sul carbone, il cui rifornimento divenne efficiente soltanto nel 1836 con la costruzione dell'altro canale. L'industria tessile subì, nel 1807, un grave tracollo a causa del Embargo del 1807 voluto per mantenere una posizione neutrale durante le Guerre napoleoniche.
La posizione di Utica le offriva vantaggi anche di tipo più intellettuale, Mark Twain nel 1870 tenne una conferenza che registrò un'affluenza molto alta e nel 1884 ospitò la convention del Partito Repubblicano. Il politico locale James S. Sherman divenne vicepresidente sotto William Howard Taft eletto nel 1909. La crisi dell'industria tessile non vide la fine ed entro la metà del Novecento quasi tutti gli opifici vennero trasferiti a sud, poco prima la General Electric impiantò ad Utica alcuni stabilimenti che ebbero una certa fortuna, dal 1990 sono però stati tutti smantellati.

### Storia criminale
Utica non è stata solo teatro di fabbriche e conferenze, ma ospita anche un'estesa rete malavitosa che si occupa anche, e non solo, del racket che si ritiene controllato da alcune famiglie appartenenti a Cosa nostra e si ritiene che alcuni abitanti di Utica fossero presenti alla Riunione di Apalachin tenutasi il 14 novembre 1957.

## Società

### Evoluzione demografica
Secondo il censimento del 2010, c'erano 62 235 persone.

### Etnie e minoranze straniere
Secondo il censimento del 2010, la composizione etnica della città era formata dal 69,0% di bianchi, il 15,3% di afroamericani, lo 0,3% di nativi americani, il 7,2% di asiatici, lo 0,1% di oceanici, il 3,9% di altre razze, e il 4,0% di due o più etnie. Ispanici o latinos di qualunque razza erano il 10,5% della popolazione.